# Tři kořeny
Tři kořeny je výraz používaný v tibetském buddhismu. Obecně všichni buddhisté přijímají útočiště u Třech klenotů, tj. Buddhy, dharmy, sanghy. Pro vadžrajánu je specifické dodatečné přijetí útočiště u Tří kořenů. Jsou to:
- Lama - představuje živé propojení s osvícením, protože on, jakožto součást nepřerušeného odkazu linie, počínaje od historického Buddhy Šákjamuniho až po současnost, přenáší své přímé zkušenosti a požehnání pro naši praxi Dharmy.
- Buddhovské aspekty, neboli jidamy -  vysvobozující metody předávané lamou, které vyjadřují kvality osvícení a umožňují nám dosáhnout obyčejných a mimořádných realizací (skt. siddhi).
- Ochránci, jsou ve vadžrajáně aktivitou buddhy nebo lamy, která odstraňuje všechny vnitřní i vnější překážky, vykonávají spontánní a bezusilovnou buddhovskou aktivitu a mění všechny druhy zážitků v krok na cestě k osvícení.

Tyto tři aspekty – lama, jidam a ochránce – Tři kořeny, které jsou neoddělitelné od Tří klenotů. Zdrojem Tří klenotů i Tří kořenů je historický Buddha Šákjamuni, který žil zhruba před 2 500 lety. V tomto eonu se podle Bhadrakalpikasútry objeví 1 000 buddhů, z nichž Buddha Šákjamuni (tib. Šákja Thubpa) je čtvrtý v pořadí.